# Bob Pridden
Bob Pridden (Ickenham, Engeland, 1946) is een Brits geluidstechnicus, die bekend werd als de primaire geluidsman van de eveneens Britse rockband The Who. Hij heeft ook gewerkt met een aantal andere rockmuzikanten en de verschillende individuele Who-leden tijdens soloprojecten.

## Biografie
Bob Pridden werd in 1946 Ickenham geboren en trouwde met Lady Maria Noel, de dochter van de Vijfde Earl van Gainsborough. Pete Townshend, de gitarist van The Who is de peetoom van Priddens zoon Benedict.
Pridden groeide slechts een aantal kilometers van de West-Londense buurten waarin Pete Townshend, Roger Daltrey en de andere Who-leden opgroeiden. Terwijl de leden van The Who aan hun carrière begonnen, werkte Pridden. Volgens Pete Townshend "kwamen allen vlak voor het Monterey Pop Festival in 1967 bij elkaar. Dus we werken nu al veertig jaar samen."
Pridden werkte zowel op het podium als in de studio niet alleen met veel oudgedienden uit de rockwereld, maar ook met veel jongere bands. Hij wordt bedankt op verschillende albums van The Who, waaronder Live at Leeds, en produceerde in 1973 Eric Claptons Rainbow Concert. Pridden was de geluidstechnicus voor The Who tijdens Woodstock 1969, en tijdens Live Aid voor The Who, David Bowie en Paul McCartney.
Hoewel Pridden de zestig reeds gepasseerd is, toert hij met The Who mee en coproduceerde in 2006 Roger Daltreys zang op het nieuwe album Endless Wire.